# Candemil (Amarante)

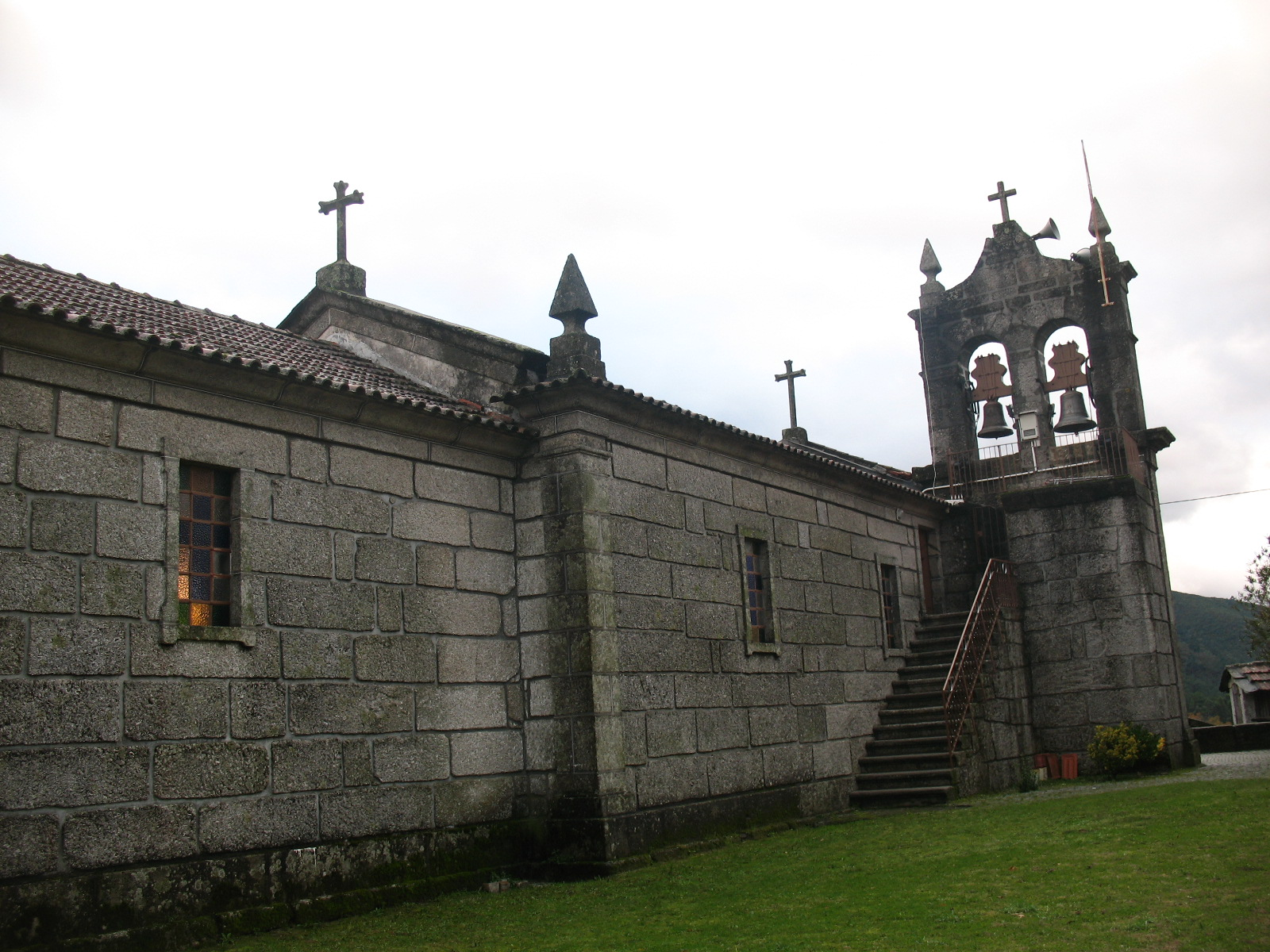
Igreja de Candemil

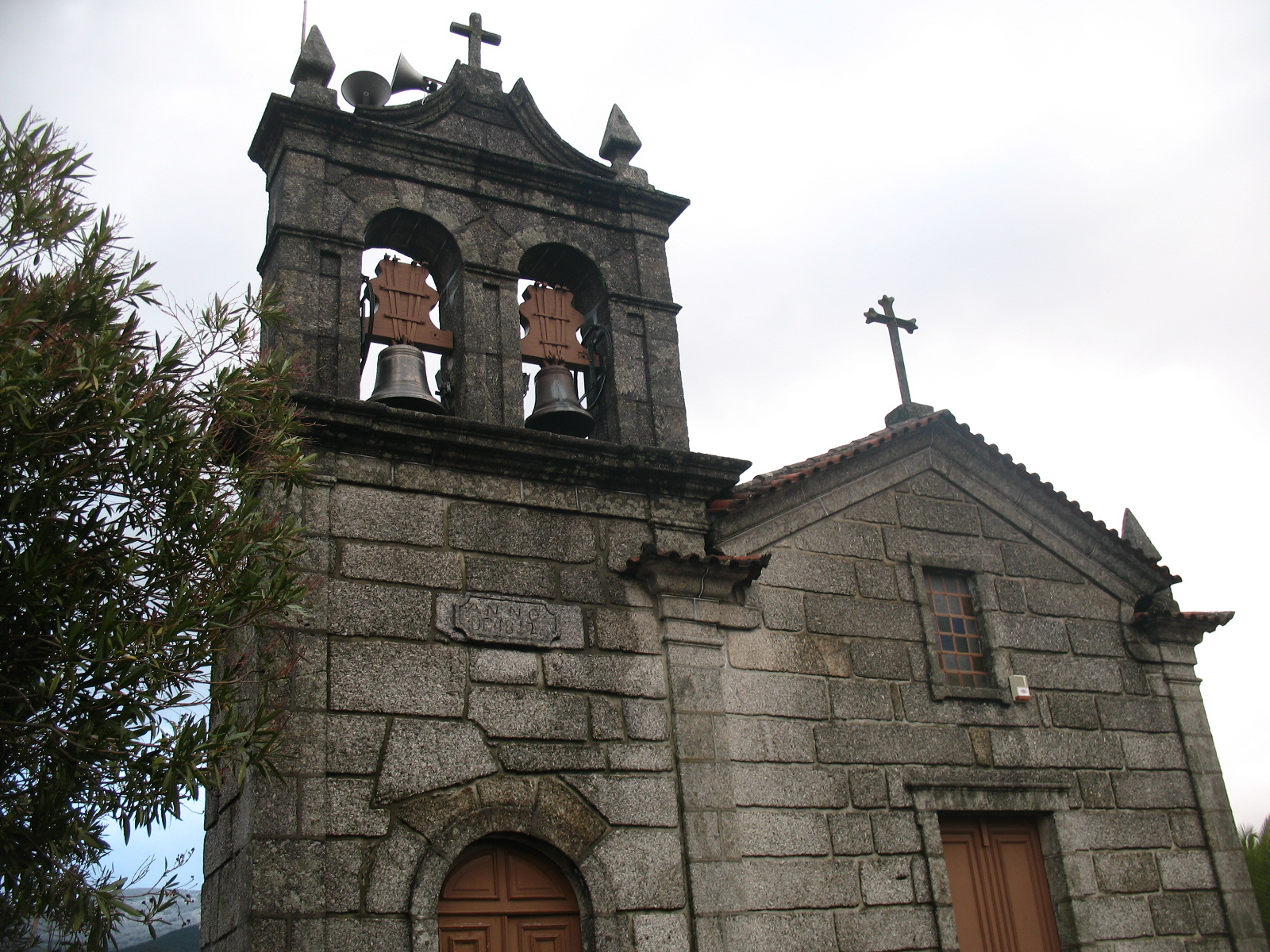
Igreja de Candemil Amarante

Candemil é uma povoação portuguesa sede da Freguesia de Candemil do Município de Amarante, freguesia com 12,01 km² de área e 586 habitantes (censo de 2021), tendo, por isso, uma densidade populacional de 48,8 hab./km².

## Demografia
A população registada nos censos foi:
| Distribuição da População por Grupos Etários | Distribuição da População por Grupos Etários | Distribuição da População por Grupos Etários | Distribuição da População por Grupos Etários | Distribuição da População por Grupos Etários |
| -------------------------------------------- | -------------------------------------------- | -------------------------------------------- | -------------------------------------------- | -------------------------------------------- |
| Ano                                          | 0-14 Anos                                    | 15-24 Anos                                   | 25-64 Anos                                   | > 65 Anos                                    |
| 2001                                         | 207                                          | 172                                          | 471                                          | 189                                          |
| 2011                                         | 105                                          | 84                                           | 394                                          | 188                                          |
| 2021                                         | 36                                           | 59                                           | 314                                          | 177                                          |

## Património
- Capela de Nossa Senhora dos Remédios, no lugar de Murgido
- Capela de Nossa Senhora de Corvachã
- Igreja de São Cristóvão
- Escola Primária de Candemil, Gião e Murgido